# Monwane
Monwane est une ville du Botswana.